# Gran Premio della Malesia 2003
Il Gran Premio della Malesia 2003 è stata la seconda prova del campionato mondiale di Formula 1 2003. La gara, corsa domenica 23 marzo sul Circuito di Sepang, è stata vinta dal finlandese Kimi Räikkönen su McLaren-Mercedes, al primo successo in carriera. Raikkonen ha preceduto all'arrivo il brasiliano Rubens Barrichello su Ferrari e lo spagnolo Fernando Alonso su Renault.

## Vigilia

### Aspetti tecnici
Dal lancio del GP la problematica maggiore nella preparazione alla gara in Malesia è lo smaltimento del calore, reso difficile dalle elevate temperature (in media 31-35/36 °C) e umidità (dal 55 al 70 e 80%) del clima malese, in quanto è del genere tropicale equatoriale, del sottotipo monsonico. Le scuderie adottano diverse soluzioni: la Ferrari monta delle ciminiere tagliate e aumenta le dimensioni degli sfoghi nella parte posteriore della carrozzeria, così come la Williams, mentre la McLaren decide di non utilizzare le ciminiere in corrispondenza dei terminali di scarico. La Renault sfrutta la sessione di test di venerdì mattina per provare una versione evoluta del propulsore e valutare diverse soluzioni per il raffreddamento della monoposto, come ha già fatto anche a Melbourne.
Infine, la BAR può beneficiare di una versione evoluta del motore Honda, mentre la Toyota apporta delle modifiche al circuito della benzina per cercare di ovviare ai problemi di pescaggio verificatisi sulla vettura di Olivier Panis nella gara inaugurale.

## Prove libere

### Resoconto
Come in Australia la Renault è l'unica squadra, tra quelle partecipanti alla sessione di test del venerdì mattina, a portare in pista tre vetture, affidate ai piloti titolari Trulli e Alonso e al collaudatore Allan McNish.

### Risultati
I tempi migliori nelle prove libere di venerdì mattina sono i seguenti:
| Pos | Nº | Pilota          | Costruttore        | Tempo    |
| --- | -- | --------------- | ------------------ | -------- |
| 1   | 5  | David Coulthard | McLaren - Mercedes | 1'36"102 |
| 2   | 8  | Fernando Alonso | Renault            | 1'36"231 |
| 3   | 7  | Jarno Trulli    | Renault            | 1'36"372 |

I tempi migliori nelle prove libere di sabato mattina sono i seguenti:
| Pos | Nº | Pilota          | Costruttore        | Tempo    |
| --- | -- | --------------- | ------------------ | -------- |
| 1   | 6  | Kimi Räikkönen  | McLaren - Mercedes | 1'36"557 |
| 2   | 5  | David Coulthard | McLaren - Mercedes | 1'36"777 |
| 3   | 8  | Fernando Alonso | Renault            | 1'36"849 |

## Qualifiche

### Resoconto
Grazie anche a un quantitativo di carburante più ridotto di quello delle scuderie principali, la Renault monopolizza la prima fila, con Alonso in pole position davanti al compagno di squadra Trulli. La scuderia francese conquista la prima doppietta in qualifica dal Gran Premio di Francia 1983, mentre il pilota spagnolo diviene il pilota più giovane di sempre ad avere ottenuto la prima posizione in griglia, battendo il precedente record stabilito da Rubens Barrichello al Gran Premio del Belgio 1994.
Michael Schumacher, autore del tempo più rapido nella sessione di venerdì, si piazza in terza posizione, davanti a Coulthard, Barrichello e Heidfeld. Räikkönen fa segnare il settimo tempo, precedendo Montoya, Button e Panis. Ralf Schumacher, in difficoltà anche il venerdì, non va oltre la diciassettesima posizione, precedendo solo le Minardi di Verstappen e Wilson e la Jordan di Firman, anch'egli poco a suo agio sul circuito malese.

### Risultati
| Pos | No | Pilota                | Team               | Pneum. | Venerdì  | Sabato   | Distacco |
| --- | -- | --------------------- | ------------------ | ------ | -------- | -------- | -------- |
| 1   | 8  | Fernando Alonso       | Renault            | M      | 1'36"693 | 1'37"044 |          |
| 2   | 7  | Jarno Trulli          | Renault            | M      | 1'36"301 | 1'37"217 | +0"173   |
| 3   | 1  | Michael Schumacher    | Ferrari            | B      | 1'34"980 | 1'37"393 | +0"349   |
| 4   | 5  | David Coulthard       | McLaren - Mercedes | M      | 1'36"297 | 1'37"454 | +0"410   |
| 5   | 2  | Rubens Barrichello    | Ferrari            | B      | 1'35"681 | 1'37"579 | +0"535   |
| 6   | 9  | Nick Heidfeld         | Sauber - Petronas  | B      | 1'36"407 | 1'37"766 | +0"722   |
| 7   | 6  | Kimi Räikkönen        | McLaren - Mercedes | M      | 1'36"038 | 1'37"858 | +0"812   |
| 8   | 3  | Juan Pablo Montoya    | Williams - BMW     | M      | 1'35"939 | 1'37"974 | +0"930   |
| 9   | 17 | Jenson Button         | BAR - Honda        | B      | 1'36"632 | 1'38"073 | +1"029   |
| 10  | 20 | Olivier Panis         | Toyota             | M      | 1'36"995 | 1'38"094 | +1"050   |
| 11  | 21 | Cristiano da Matta    | Toyota             | M      | 1'36"706 | 1'38"097 | +1"053   |
| 12  | 16 | Jacques Villeneuve    | BAR - Honda        | B      | 1'37"585 | 1'38"289 | +1"245   |
| 13  | 10 | Heinz Harald Frentzen | Sauber - Petronas  | B      | 1'36"615 | 1'38"291 | +1"247   |
| 14  | 11 | Giancarlo Fisichella  | Jordan - Ford      | B      | 1'36"759 | 1'38"416 | +1"372   |
| 15  | 15 | Antônio Pizzonia      | Jaguar - Cosworth  | M      | s.t.     | 1'38"516 | +1"472   |
| 16  | 14 | Mark Webber           | Jaguar - Cosworth  | M      | 1'37"669 | 1'38"624 | +1"580   |
| 17  | 4  | Ralf Schumacher       | Williams - BMW     | M      | 1'36"805 | 1'38"789 | +1"749   |
| 18  | 19 | Jos Verstappen        | Minardi - Cosworth | B      | 1'38"904 | 1'40"417 | +3"373   |
| 19  | 18 | Justin Wilson         | Minardi - Cosworth | B      | 1'39"354 | 1'40"599 | +3"555   |
| 20  | 12 | Ralph Firman          | Jordan - Ford      | B      | 1'38"240 | 1'40"910 | +3"866   |

## Gara

### Resoconto
La gara è data con condizioni di sereno con un caldo tremendamente afoso (temperatura dell'aria di 34 °C, asfalto a 46 °C e umidità sul 65%), contornato da un vento molto debole.
Al termine del giro di ricognizione Fisichella si schiera nella piazzola sbagliata sulla griglia di partenza: accortosi dell'errore, il pilota romano raggiunge la propria corretta postazione di partenza, ma nel farlo surriscalda la trasmissione, mandando in tilt il sistema di partenza e rimanendo fermo sulla griglia.
Al via Alonso mantiene la testa della corsa, mentre Coulthard, partito molto bene, insidia Michael Schumacher. Nel tentativo di resistere all'attacco il pilota tedesco arriva lungo alla seconda curva, speronando Trulli, che finisce in testacoda. L'incidente causa scompiglio nel gruppo e Pizzonia tampona violentemente Montoya, la cui vettura perde l'alettone posteriore. Al termine del primo passaggio Alonso transita al comando sotto il traguardo, precedendo Coulthard, Heidfeld, Räikkönen, Button, Barrichello, Panis e Wilson, autore di una spettacolare progressione dal fondo del gruppo.
Montoya, Pizzonia e Verstappen, anch'egli coinvolto nell'incidente delle prime curve, rientrano ai box per riparare le proprie vetture, operazione che costa al colombiano della Williams due giri di ritardo sul gruppo. Nelle prime posizioni Räikkönen supera immediatamente Heidfeld, conquistando il terzo posto. Il pilota finlandese guadagna un'altra posizione nel corso della terza tornata, quando il suo compagno di squadra è costretto al ritiro per un problema elettrico. Nel frattempo Michael Schumacher rientra ai box per sostituire l'alettone anteriore, danneggiato nel contatto con Trulli, approfittando dell'occasione per fare un rabbocco di carburante. In testa Alonso mantiene il proprio vantaggio su Räikkönen, che però fa segnare il giro più veloce. Al nono giro Schumacher sconta un drive - through a causa dell'incidente con Trulli, mentre il suo compagno di squadra sopravanza Heidfeld, portandosi in terza posizione. Il primo pilota ad effettuare il pit stop è Panis, nel corso del dodicesimo giro; tuttavia, il pilota francese si ritira subito dopo per problemi con la pressione del carburante.
Un giro dopo rifornisce anche Heidfeld, che perde parecchio tempo per un problema con il bocchettone del carburante, mentre due tornate più tardi è il turno di Alonso: il pilota spagnolo rientra in pista in quarta posizione. Passato in testa, Räikkönen spinge al massimo per tentare il sorpasso sullo spagnolo. Il pilota della McLaren effettua il suo primo pit stop nel corso del 19º passaggio, tornando in pista proprio davanti ad Alonso. Passa quindi a condurre Barrichello, che rifornisce tre tornate più tardi cedendo il comando della gara a Räikkönen. Il pilota finlandese passa a condurre davanti ad Alonso, Barrichello, Ralf Schumacher, Button e Trulli.
Al 35º passaggio Alonso torna ai box per il secondo rifornimento. Quando Barrichello rifornisce, tre giri più tardi, rientra in pista davanti allo spagnolo, conquistando la seconda posizione alle spalle di Räikkönen. Questi rifornisce nel corso del 40º giro, mantenendo la testa della corsa con venti secondi di vantaggio sul ferrarista. Ralf Schumacher conserva il quarto posto, mentre alle sue spalle il fratello Michael sopravanza, nel corso del 41º giro, sia Trulli che Button. Il ferrarista deve, però, fermarsi ai box ancora una volta; tornato in pista nuovamente alle spalle dei due, Schumacher rimonta rapidamente il distacco, raggiungendo nuovamente i rivali nel corso dell'ultimo passaggio. Terminata la gara piena di peripezie, Räikkönen va a vincere per la prima volta in carriera davanti a Barrichello, Alonso (più giovane pilota di sempre ad essere salito sul podio) e Ralf Schumacher. Nel corso dell'ultima tornata Button, pressato da Trulli, sbaglia una frenata, lasciando via libera all'italiano della Renault e Michael Schumacher, che chiudono in quinta e sesta posizione. L'inglese della BAR deve accontentarsi del settimo posto, mentre Heidfeld chiude la zona punti. I 4 che hanno chiuso la gara sono a pieni giri, gli altri doppiati, favoriti anche dalle riparazioni subito dopo la partenza.

### Risultati
| Pos      | No | Pilota                | Team               | Pneum. | Giri | Tempo - Ritiro - Media     | Partenza | Punti |
| -------- | -- | --------------------- | ------------------ | ------ | ---- | -------------------------- | -------- | ----- |
| 1        | 6  | Kimi Räikkönen        | McLaren - Mercedes | M      | 56   | 1h32'22"195 - 201.629 km/h | 7        | 10    |
| 2        | 2  | Rubens Barrichello    | Ferrari            | B      | 56   | +39"286                    | 5        | 8     |
| 3        | 8  | Fernando Alonso       | Renault            | M      | 56   | +1'04"007                  | 1        | 6     |
| 4        | 4  | Ralf Schumacher       | Williams - BMW     | M      | 56   | +1'28"026                  | 17       | 5     |
| 5        | 7  | Jarno Trulli          | Renault            | M      | 55   | +1 giro                    | 2        | 4     |
| 6        | 1  | Michael Schumacher    | Ferrari            | B      | 55   | +1 giro                    | 3        | 3     |
| 7        | 17 | Jenson Button         | BAR - Honda        | B      | 55   | +1 giro                    | 9        | 2     |
| 8        | 9  | Nick Heidfeld         | Sauber - Petronas  | B      | 55   | +1 giro                    | 6        | 1     |
| 9        | 10 | Heinz Harald Frentzen | Sauber - Petronas  | B      | 55   | +1 giro                    | 13       |       |
| 10       | 12 | Ralph Firman          | Jordan - Ford      | B      | 55   | +1 giro                    | 20       |       |
| 11       | 21 | Cristiano da Matta    | Toyota             | M      | 55   | +1 giro                    | 11       |       |
| 12       | 3  | Juan Pablo Montoya    | Williams - BMW     | M      | 53   | +3 Giri                    | 8        |       |
| 13       | 19 | Jos Verstappen        | Minardi - Cosworth | B      | 52   | +4 Giri                    | 18       |       |
| Ritirato | 15 | Antônio Pizzonia      | Jaguar - Cosworth  | M      | 42   | Freni (12°)                | 15       |       |
| Ritirato | 18 | Justin Wilson         | Minardi - Cosworth | B      | 41   | Crampi                     | 19       |       |
| Ritirato | 14 | Mark Webber           | Jaguar - Cosworth  | M      | 35   | Motore (8°)                | 16       |       |
| Ritirato | 20 | Olivier Panis         | Toyota             | M      | 12   | Pressione benzina (6°)     | 10       |       |
| Ritirato | 5  | David Coulthard       | McLaren - Mercedes | M      | 2    | Elettronica (2°)           | 4        |       |
| Ritirato | 11 | Giancarlo Fisichella  | Jordan - Ford      | B      | 0    | Launch Control             | 14       |       |
| Ritirato | 16 | Jacques Villeneuve    | BAR - Honda        | B      | 0    | Elettronica                | 12       |       |

## Classifiche

### Piloti
| Pos. | Pilota                | Punti |
| ---- | --------------------- | ----- |
| 1    | Kimi Räikkönen        | 16    |
| 2    | David Coulthard       | 10    |
| 3    | Juan Pablo Montoya    | 8     |
| 3    | Rubens Barrichello    | 8     |
| 3    | Fernando Alonso       | 8     |
| 3    | Michael Schumacher    | 8     |
| 3    | Jarno Trulli          | 8     |
| 8    | Ralf Schumacher       | 6     |
| 9    | Heinz-Harald Frentzen | 3     |
| 10   | Jenson Button         | 2     |
| 11   | Nick Heidfeld         | 1     |

### Costruttori
| Pos. | Team             | Punti |
| ---- | ---------------- | ----- |
| 1    | McLaren-Mercedes | 26    |
| 2    | Ferrari          | 16    |
| 2    | Renault          | 16    |
| 4    | Williams-BMW     | 14    |
| 5    | Sauber-Petronas  | 4     |
| 6    | BAR-Honda        | 2     |